# José Manuel Youshimatz Sotomayor
José Manuel Youshimatz Sotomayor (Puebla, 10 de maig de 1962) és un ciclista mexicà, que es va especialitzar en la pista.
Va participar en tres Jocs Olímpics d'Estiu, el 1984, 1988 i 1992. El seu principal èxit fou una medalla de bronze als Jocs Olímpics de Los Angeles en puntuació, darrere del belga Roger Ilegems i l'alemeny Uwe Messerschmidt. En el seu palmarès també destaca una medalla de plata als Jocs Panamericans de 1987 i una medalla de plata i una de bronze als Jocs Centreamericans i del Carib.

## Palmarès
- 1984
  -  Medalla de plata als Jocs Olímpics de Los Angeles en Puntuació
- 1990
  - Campió panamericà en Puntuació